# Gaveikiškė
Gaveikiškė è un centro rurale del comune distrettuale di Ignalina. Fa parte del distretto di Naujojo Daugėliškio.